# Erich-Schenk-Preis
Der Erich-Schenk-Preis, seit Juni 2021 „Interpretationspreis der Mozartgemeinde Wien“ ist ausgerichtet für Nachwuchskünstler der Interpretation klassischer Musik und wird seit 2003 von der Mozartgemeinde Wien vergeben. Der Preis trug ursprünglich den Namen des durch sein hohes Maß an nationalsozialistischer Willfährigkeit diskreditierten Musikwissenschaftlers Erich Schenk.

## Der Preis
Der im Jahre 2003 erstmals vergebene „Erich-Schenk-Preis“ wurde von Margaretha Schenk (1912–1999), Witwe des Musikwissenschaftlers Erich Schenk gestiftet. Sie vermachte der Mozartgemeinde Wien testamentarisch einen namhaften Betrag unter der Bedingung, dass ein Förderungspreis für junge Musiker, der den Namen ihres verstorbenen Gatten tragen sollte, auszuloben sei. Da die NS-Vergangenheit Erich Schenks den Preis überschattete, sah sich die Mozartgemeinde Wien zu einer Stellungnahme genötigt, die von dem Schüler Schenks, Theophil Antonicek, verfasst wurde. Darin heißt es: „Seine zweifellos schillernde und durchaus autoritär auftretende Persönlichkeit hat ihm zusammen mit seiner wissenschaftlichen Kompetenz von seinen Schülern teilweise große Verehrung, in Verbindung mit seinem undurchsichtigen Verhalten während der NS-Zeit nach seinem Ableben aber auch viel an Feindseligkeit und Ablehnung eingetragen. Über das letztgenannte Kapitel kann ein wirkliches Urteil mangels fundierter Gesamtuntersuchung bis jetzt nicht gesprochen werden. Seit seinem Tod im Jahr 1974 wird immer wieder über seine Rolle während des Zweiten Weltkrieges spekuliert, Einzelhinweisen auf regimefreundliche und sogar antisemitische Haltung steht beispielsweise seine offensichtliche Mitwirkung an der Verhinderung der Deportation Guido Adlers entgegen. Voreilige Verurteilungen sind jedenfalls ebenso fehl am Platz wie die Einbeziehung der Preisträger und des Vermächtnisses seiner Witwe in die Auseinandersetzungen.“ Die Rolle Schenks an der Enteignung der Bibliothek Adlers ist unterdessen ebenso gut dokumentiert wie der Fakt, dass die Verhinderung der Deportation Adlers in das Reich der Legenden gehört.
Ab 2010 lautete die Bezeichnung des Preises „Förderpreis für junge Künstlerinnen und Künstler – Stiftung Margaretha Schenk“, seit Juni 2021: Interpretationspreis der Mozartgemeinde Wien.

## Träger des Preises
Die Träger des Erich-Schenk-Preises waren:
- Klavierduo Kutrowatz (2003)[2]
- Matthias Soucek (2004)
- Charlotte Baumgartner (2005)[3]
- Petra Stump/Heinz-Peter Linshalm (2006)[4]
- Ute Ziemer (2007)[5]
- Philharmonisches Steude-Quartett (2008)[6]
- Matthias Bartolomey (2009)
- Wolfgang Schwaiger (2012)
- Mitra Kotte (2014)
- Thomas Auner (2016)
- Lara Kusztrich (2018)
- Sebastian Breit (2020)

Die bisherigen Träger des Interpretationspreises waren:
- Marilies Guschlbauer (2022)